# Kyboasca zachvatkini
Kyboasca zachvatkini är en insektsart som beskrevs av Anufriev 1979. Kyboasca zachvatkini ingår i släktet Kyboasca och familjen dvärgstritar. Inga underarter finns listade i Catalogue of Life.